# さかて
さかて（ローマ字：JDS Sakate, MSC-643、YAS-94）は、海上自衛隊の掃海艇。たかみ型掃海艇の14番艇。艇名は坂手島に由来する。

## 艦歴
「さかて」は、第4次防衛力整備計画に基づく昭和48年度計画掃海艇343号艇として、日本鋼管鶴見造船所で1974年8月6日に起工され、1975年8月5日に進水、1975年12月15日に就役し、同日付で第2掃海隊群隷下に新編された第46掃海隊に「とうし」、「よこせ」とともに編入された。定係港は横須賀。
1986年12月16日、第46掃海隊が横須賀地方隊に編入。
1992年3月12日、「よこせ」と共に特務船に種別変更され、船籍番号がYAS-94に変更。舞鶴地方隊隷下の舞鶴港務隊に編入。これに伴い、第46掃海隊は解隊された。
1993年3月25日、舞鶴水中処分隊に編入。
1998年5月18日、除籍。